# Volli Kalm
Volli Kalm (Aluste, 1953. február 10. – Otepää, 2017. december 23.) észt geológus, 2012-től 2017-ig a Tartui Egyetem rektora volt.

## Élete
Középiskolai tanulmányait Vändra gimnáziumában végezte, ahol 1971-ben érettségizett. A középiskola után a Tartui Állami Egyetemen tanult geológiát, ahol 1976-ban végzett. 1981-től a Tartui Egyetem Biológiai és Földrajz Kara Földtani Intézetének munkatársa volt. Közben, 1980–1984 között az Észt SZSZK Tudományos Akadémiájának Geológiai Intézeténél aspiráns volt. 1984-ben védte meg angol nyelvű disszertációját Formation, composition and usage of glaciofluvial deposits in Estonia címmel. 1988-tól 1989-ig Kanadában az Albertai Egyetem Geológiai Tanszékének posztdoktori hallgatója volt. 1992-ben nevezték ki az alkalmazott geológia egyetemi tanárává és ebben az évben a Tartui Egyetem Földtani Intézetének vezetője lett. 1995-től 1998-ig az egyetem Biológiai és Földrajzi Kar dékánja volt.
1998-tól 2003-ig a Tartui Egyetem rektorhelyettese volt. 2007-ben megpályázta a rektori posztot, de akkor nem választották meg, a háromfoedulós rektori választáson Alar Karis későbbi elnök szerzett elegendő támogatást. 2012. május 31-én viszont megválasztották rektorrá. A posztot 2017-ig töltötte be.
Fő kutatási területe a paleoklimatológia, a paleogeográfia, a geoarcheológia és az üledéktan (szedimentológia) volt. Tudományos munkássága során foglalkozott Észtország kőzeteinek és kőzetrétegeinek ősföldrajzával, a georacheológiai kutatásai részeként régészeti  agyag- és kerámiaanyagok vizsgálatával, valamint kutatta a Baltikum, Skandinávia és az Andok jégkorszaki ősföldrajzát is.
2005-ben a Fehér Csillag rend IV. osztályú fokozatával tüntették ki.
2017. december 23-án hunyt el.